# 可加可減機制
可加可減機制（英語：Fare Adjustment Mechanism）是香港的一種監管公營服務機構的收費機制而訂立的機制，藉以限制公營機構加價的幅度，並要求在通縮時下調收費。
由於香港通脹持續高企，因此令港鐵自2010年起，有9年實施加價但只有1年實施減價（累計平均加幅逾31%），在2021年前被市民及政黨譏諷為「有加無減機制」。

## 緣起
過往社會一直都認為，除非在非常特殊的情況下才會發生通縮，否則只會出現通脹。而一般社會對公用服務機構的收費監管，都開始於社會經濟急速增長、物價大幅飈升的年代。由於一般社會的消費物價指數都有參考公用服務的收費，但公用服務的收費亦會影響到物價指數，若社會對公用服務的加價漠視，就會使服務收費的增加墮入一個惡性循環裡。所以，這些價格的監管最初都是限制加價的幅度。
然而，通縮的出現，卻使這些公用事業機構有藉口不去減價。因為服務收費受到條例規範，公用事業機構可以辯稱「條例並沒有要求減價」之類的說話來避開社會對減價的要求。因此，立法者會要求對相關的法規加以修訂，俾使公用事業機構在社會經濟環境轉壞的情況下，需要降低收費，以保障市民大眾仍然能夠以合理的價錢去使用服務。
然而，在近年通脹持續高企情況下，可加可減機制的出現，卻違背當初訂立機制原意。因為現時只要港鐵可加可減機制加幅超過1.5%後便沒有「暫緩加價」安排(家庭月入中位數按年變動出現負數的年份除外)，公用事業機構又可以辯稱「可加可減機制要我加價就要加價」之類的說話來避開社會暫緩加價的要求。

## 專營巴士
2006年1月10日，行政會議通過向城巴、九巴和新大嶼山巴士批出為期10年的專營權，以及「可加可減」的新票價機制。新機制和相關的優惠措施在2月19日實施，優惠為期3年。而在周日或公眾假期為長者提供HK$2或半價(以較低者為準)的車費優惠，則提早由1月28日推行。
票價調整方程式的運算結果並不是票價調整的自動決定因素，根據現時的專營巴士票價調整安排，當局在釐定專營巴士票價水平時，會考慮一籃子的因素，包括：
1. 自上次調整票價以來營運成本及收益的變動；
2. 未來成本、收益及回報的預測；
3. 巴士公司需要得到合理的回報率；
4. 市民的接受程度及負擔能力；
5. 服務的質和量；以及
6. 票價調整幅度的方程式（0.5 x 工資指數變動 （页面存档备份，存于） + 0.5 x 綜合消費物價指數變動 （页面存档备份，存于）－0.5 x 生產力增幅）運算結果。

當局會每季運算票價調整方程式，若發現方程式運算結果達到-2%的水平以外，當局就會主動全面檢討票價。
例如根據2008年3月綜合消費物價指數及2007年第四季運輸業工資指數，方程式的運算結果是+4.67%，詳細算式如下：
0.5 × 6.811% + 0.5 × 3.838% - 0.3% × 26/12 = 4.67%
其中
- 6.811% 為2006年1月至2008年3月綜合消費物價指數的變動 （页面存档备份，存于） = 100%×(108.2-101.3)/108.2
- 3.838% 為2006年第一季至2007年第四季運輸服務業名義工資指數的變動 （页面存档备份，存于）=100%×(151.5-145.9)/145.9
- 0.3% × 26/12 是因為在2006年時考參了十年（即由1995年至2004年）的數據而推算出每年的生產力增幅為0.51%，因此預設了一個以每年計算0.3%（即0.5 x 每年0.51%）的負數值。而2006年1月10日至2008年3月一共有26個月，因此把26個月再除以12以化為年。[4]。

2008年5月20日，運輸及房屋局局長鄭汝樺宣布，行政會議批准5間巴士公司的加價申請，加幅介乎2 - 7.24％，6月8日生效。鄭汝樺表示，行政會議審批巴士公司的加價申請時，已充分考慮及平衡2006年通過的巴士票價調整安排中的各項相關因素。
2009年3日26日，根據政府統計處在當天公布的2008年第四季運輸服務業名義工資指數及之前公布的2009年二月綜合物價指數，當局運算所得的最新一季度在巴士票價調整安排中的方程式結果為-3.03%（超過-2%），因而宣佈啟動巴士票價檢討。但在2009年4月15日，運輸及房屋局表示，由於政府統計處在人手運算時發生失誤，導致要重新計算最該季度的方程式。修訂後的方程式結果是-1.26%，並未達致啟動檢討巴士票價機制的-2%，因而未能啟動巴士票價可加可減機制。
2009年12月8日，經過三年的實施，行政會議通過，繼續採用2006年開始的專營巴士「可加可減」票價機制，並繼續沿用方程式的項目和比重，而方程式中生產力增幅的數值會定為零，直至三年後再作檢討。 在評估專營巴士公司的合理回報率時，則沿用固定資產平均淨值回報率9.7％作參考，並繼續以此作為巴士公司與乘客均分回報的啟動點。由於方程式中生產力增幅的數值會定為零﹐因此票價調整幅度的方程式將簡化為
票價調整幅度的方程式 = （0.5 x 工資指數變動 （页面存档备份，存于） + 0.5 x 綜合消費物價指數變動 （页面存档备份，存于））
2011年4月19日，行政會議批准九巴及龍運巴士的加價申請，平均加幅分別為3.6%及3.2%，5月15日生效。鄭汝樺表示，行政會議審批有關巴士公司的加價申請時，已充分考慮及平衡2009年修訂的巴士票價調整安排中的各項相關因素。
2013年2月19日，行政會議批准九巴的加價申請，平均加幅為4.9%，3月17日生效。張炳良表示，行政會議審批有關巴士公司的加價申請時，已充分考慮及平衡2009年修訂的巴士票價調整安排中的各項相關因素。
2014年6月10日，行政會議批准九巴的加價申請，平均加幅為3.9%，7月6日生效。張炳良表示，行政會議審批有關巴士公司的加價申請時，已充分考慮及平衡2009年修訂的巴士票價調整安排中的各項相關因素。
2019年1月8日，行政會議批准新巴及城巴（香港島、九龍、過海及深圳灣口岸路線）的加價申請，平均加幅分別為5.8%及7%，1月20日生效。陳帆表示，行政會議審批有關巴士公司的加價申請時，已充分考慮及平衡2009年修訂的巴士票價調整安排中的各項相關因素。另外，行政會議同時通過繼續採用2006年開始的專營巴士「可加可減」票價機制，並繼續沿用方程式的項目和比重，而方程式中生產力增幅的數值會定為+0.3%，直至三年後再作檢討。在評估專營巴士公司的合理回報率時，則修訂固定資產平均淨值回報率8.7％作參考，並繼續以此作為巴士公司與乘客均分回報的啟動點。
2021年3月16日，行政會議批准4間巴士公司的加價申請，加幅介乎5.8% - 9.8%，4月4日生效（新巴及城巴則於翌年1月2日實施第二階段加價，平均加幅分別為3.2%）。陳帆表示，行政會議審批有關巴士公司的加價申請時，已充分考慮及平衡2009年修訂的巴士票價調整安排中的各項相關因素。
2023年5月30日，行政會議批准5間巴士公司的加價申請，加幅介乎3.9% - 7%，6月18日生效。林世雄表示，行政會議審批有關巴士公司的加價申請時，已充分考慮及平衡2009年修訂的巴士票價調整安排中的各項相關因素。
2024年12月17日，行政會議批准3間巴士公司的加價申請，加幅介乎4.3% - 7.5%，2025年1月5日生效。李頌恩表示，行政會議審批有關巴士公司的加價申請時，已充分考慮及平衡2009年修訂的巴士票價調整安排中的各項相關因素。

### 票價增加列表
| 申請增加票價時期 | 九龍巴士                | 龍運巴士                | 城巴 （香港島、九龍、新界、過海（前W1線除外）、深圳灣口岸及香園圍口岸路線） | 城巴 （機場、北大嶼山、迪士尼樂園路線及前W1線）         | 新世界第一巴士                                        | 新大嶼山巴士              | 票價調整實施日期                                  | 備註 |
| ---------------- | ----------------------- | ----------------------- | --------------------------------------------------------------------------- | ------------------------------------------------------- | ----------------------------------------------------- | ------------------------- | ------------------------------------------------- | --- |
| 2007年9月        | 申請：+9.0% 批准：+4.5% | 申請：+5.9% 批准：+4.5% | 申請：+5.8% 批准：+2.0%                                                     | 申請：+5.8% 批准：0%                                    | 申請：+5.8% 批准：+5.0%                               | 申請：+7.24% 批准：+7.24% | 2008年6月8日                                      | 城巴過海線實際平均調整為+5%，香港島及深圳灣口岸路線收費維持不變 |
| 2010年11月       | 申請：+8.6% 批准：+3.6% | 申請：+7.4% 批准：+3.2% | 不適用                                                                      | 不適用                                                  | 不適用                                                | 不適用                    | 2011年5月15日                                     | 九巴實際平均調整為+3.8%，聯營過海線收費維持不變；而龍運A線實際平均調整為+5.8%，S線收費則維持不變 |
| 2012年11月       | 申請：+8.5% 批准：+4.9% | 不適用                  | 不適用                                                                      | 不適用                                                  | 不適用                                                | 不適用                    | 2013年3月17日                                     | 實際平均調整為+5.1%，聯營過海線收費維持不變 |
| 2013年11月       | 申請：+4.3% 批准：+3.9% | 不適用                  | 不適用                                                                      | 不適用                                                  | 不適用                                                | 不適用                    | 2014年7月6日                                      | 實際平均調整為+4.1%，聯營過海線收費維持不變 |
| 2017年8月        | 不適用                  | 不適用                  | 申請：+12% 批准：+7.0%                                                      | 不適用                                                  | 申請：+12% 批准：+5.6%                                | 不適用                    | 2019年1月20日                                     | 與九龍巴士之聯營過海線亦會相應調整票價 |
| 2018年9月        | 申請：+8.5% 批准：+5.8% | 申請：+8.5% 批准：0%    | 不適用                                                                      | 不適用                                                  | 不適用                                                | 申請：+9.8% 批准：+9.8%   | 2021年4月4日                                      | 九龍巴士之假日及馬場特別路線、以及聯營過海線實際平均調整為+8.5%；而聯營過海線亦會在2022年1月2日實施第二階段調整票價，實際平均調整為+3.2%；港鐵接駁巴士路線K12, K14, K17及K18調整票價則於2021年4月18日實施 九巴月票售價維持HK$780不變                                               |
| 2019年8月        | 不適用                  | 不適用                  | 申請：+12% 批准：+8.5%（第一階段）／+3.2%（第二階段）                       | 不適用                                                  | 申請：+12% 批准：+8.5%（第一階段）／+3.2%（第二階段） | 不適用                    | 2021年4月4日（第一階段） 2022年1月2日（第二階段） | |
| 2022年1月至9月   | 申請：+9.5% 批准：+3.9% | 申請：+8.5% 批准：+4.2% | 申請：劃一+HK$2 批准：+4.9%                                                 | 申請：+50%（機場A及NA線）／+23%（其他路線） 批准：+4.2% | 申請：劃一+HK$2 批准：+4.9%                           | 申請：+9.8% 批准：+7%     | 2023年6月18日                                     | 機場A及NA線、旅遊、馬場及特別路線實際平均調整幅度較高 港鐵接駁巴士路線K12, K14, K17及K18調整票價則於2023年7月2日實施 新世界第一巴士於2023年7月1日與城巴（香港島、九龍、新界、過海、深圳灣及香園圍口岸路線）合併 九巴月票於同年9月18日起上調售價至HK$800                            |
| 2024年1月至2月   | 申請：+6.5% 批准：+4.3% | 不適用                  | 申請：+9.5% 批准：+7.5%                                                     | 不適用                                                  | 已與城巴合併                                          | 申請：+6.5% 批准：+6.5%   | 2025年1月5日                                      | 過海隧道路線、口岸、旅遊、馬場及特別路線實際平均調整幅度較高 港鐵接駁巴士路線K12, K14, K17及K18調整票價則於2025年1月26日實施 九巴月票於同日起上調售價至HK$834 新增「旅客服務」路線級別，收費較原有旅遊路線為高並不設長者及合資格殘疾人士公共交通票價優惠計劃，首兩條為城巴H3及H4線 |

### 巴士短期票價優惠列表
| 優惠期                       | 所屬巴士公司 | 優惠路線                                | 優惠金額                          | 備註 |
| ---------------------------- | ------------ | --------------------------------------- | --------------------------------- | --- |
| 2011年2月3日至5月2日         | 城巴         | 獨營過海隧道路線 港島區及深圳灣口岸路線 | 即日回程車費八折 即日每第二程減$2 | |
| 2012年1月22日至3月17日       | 城巴         | 獨營過海隧道路線 港島區及深圳灣口岸路線 | 即日回程車費八折 即日每第二程減$2 | |
| 2013年2月3日至3月16日        | 城巴         | 獨營過海隧道路線 港島區及深圳灣口岸路線 | 即日回程車費八折 即日每第二程減$2 | |
| 2013年10月19日至12月13日     | 龍運巴士     | 機場「A」線 「E」線                     | 即日回程車費六折 即日回程車費九折 | 優惠不適用於A43線機場員工即日回程優惠 |
| 2014年1月26日至4月5日        | 城巴         | 獨營過海隧道路線 港島區及深圳灣口岸路線 | 即日回程車費八折 即日每第二程減$2 | |
| 2014年9月1日至11月28日       | 龍運巴士     | 機場「A」線 「E」線                     | 即日回程車費七折 即日回程車費九折 | 優惠不適用於A43線機場員工即日回程優惠 |
| 2015年1月18日至4月12日       | 城巴         | 獨營過海隧道路線 港島區及深圳灣口岸路線 | 即日回程車費八折 即日每第二程減$2 | |
| 2015年1月18日至4月12日       | 新巴         | 獨營過海隧道路線 所有非過海路線         | 即日回程車費八折 即日每第二程減$2 | |
| 2015年1月31日至5月1日        | 龍運巴士     | 機場「A」線 「E」線                     | 即日回程車費七折 即日回程車費九折 | 優惠不適用於A43線機場員工即日回程優惠 |
| 2015年4月13日至5月9日        | 城巴         | 獨營過海隧道路線 港島區及深圳灣口岸路線 | 即日回程車費八折 即日每第二程減$2 | 原有優惠延長4星期 |
| 2015年4月13日至5月9日        | 新巴         | 獨營過海隧道路線 所有非過海路線         | 即日回程車費八折 即日每第二程減$2 | 原有優惠延長4星期 |
| 2016年9月10日至2017年1月7日  | 龍運巴士     | 機場「A」線 「E」線                     | 即日回程車費八折 即日回程車費九折 | 優惠不適用於A43/A43P線機場員工即日回程優惠                                                                                                  |
| 2016年11月5日至2017年1月31日 | 九巴         | 所有獨營路線                            | 即日回程車費八折                  | 優惠不適用於港鐵接駁巴士路線K12, K14, K17及K18及馬場路線 去程於城門隧道轉車站免費轉車的乘客，回程車費優惠期則為2016年11月12日至2017年2月7日 |
| 2017年1月8日至4月30日        | 龍運巴士     | 機場「A」線 「E」線                     | 即日回程車費八折 即日回程車費九折 | 優惠不適用於A43/A43P線機場員工即日回程優惠 原有優惠延長16星期                                                                               |
| 2017年5月1日至6月30日        | 九巴         | 所有獨營路線                            | 單程車費九五折                    | 優惠不適用於港鐵接駁巴士路線K12, K14, K17及K18 優惠不適用於小童及長者 由2017年5月19日至6月30日，優惠亦適用於現金                            |
| 2017年12月1日至12月31日      | 九巴         | 所有獨營路線                            | 即日回程車費八折                  | 優惠不適用於港鐵接駁巴士路線K12, K14, K17及K18線 優惠不適用於學生長途路線即日回程半價                                                       |

- 以上優惠除特別註明外，必須使用八達通付款
- 根據長者及合資格殘疾人士公共交通票價優惠計劃，長者及合資格殘疾人士如使用八達通付款，計算方法為：扣除上述優惠及其他優惠(如：轉乘優惠)，或HK$2(以較低者為準)

## 港鐵

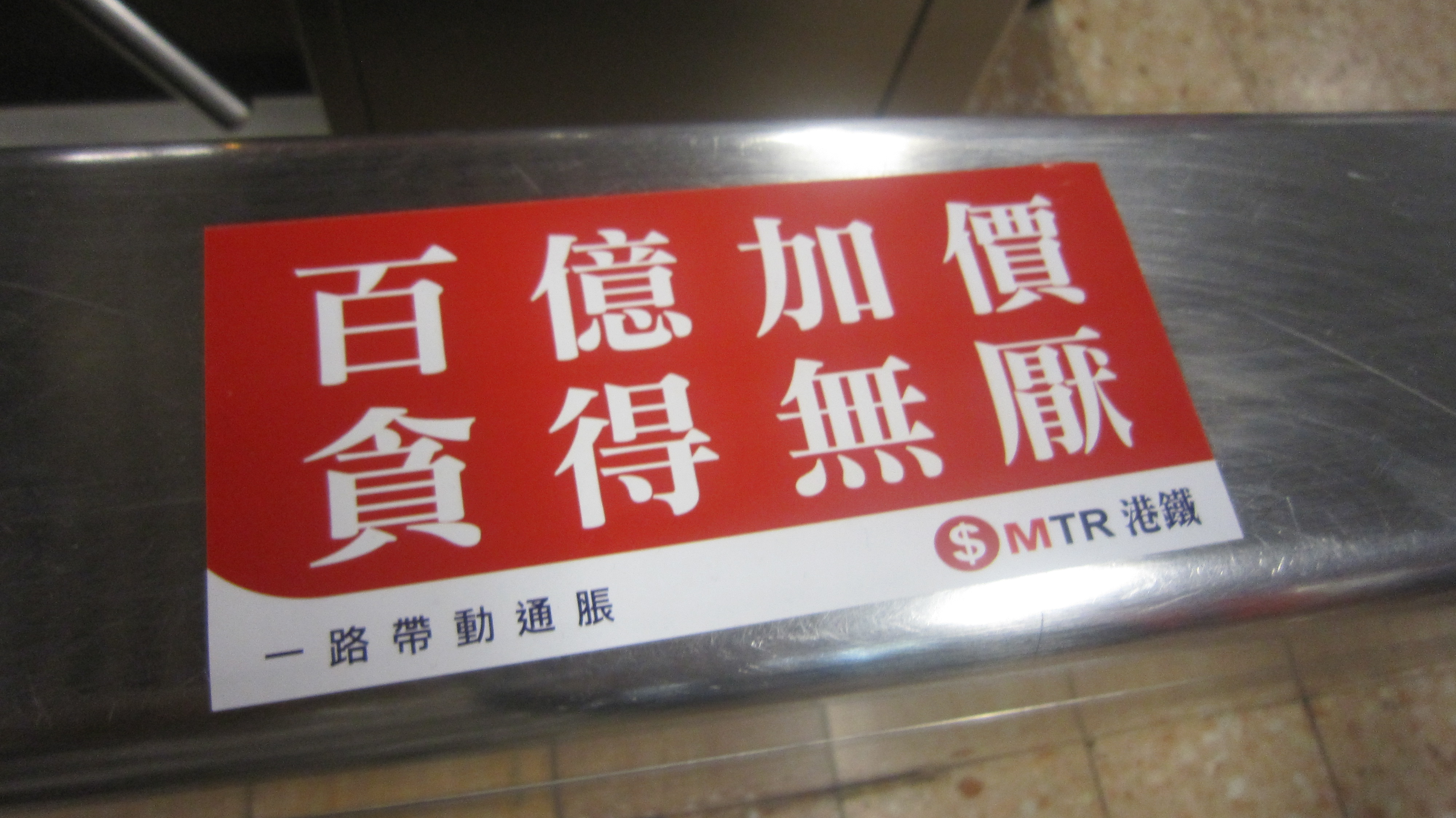
港鐵在過百億盈利下仍按可加可減機制加價被指「貪得無厭」

2006年4月11日，香港政府環境運輸及工務局（現已改組為運輸及物流局）正式公布有關兩鐵合併後的可加可減機制（或稱票價調整機制）方案，詳情如下：
- 整體的票價調整幅度 = 0.5 * 綜合消費物價指數變動 （页面存档备份，存于） + 0.5 * 運輸業工資指數變動 （页面存档备份，存于） – 生產力因素

1. 以上公式亦適用於輕鐵及港鐵巴士（新界西北），但不適用於機場快綫（機場員工優惠票價則適用於此機制）、港鐵接駁巴士、城際直通車、高速鐵路及昂坪360；而港鐵接駁巴士的票價調整會跟隨九巴同步調整。
2. 港鐵每年只可以檢討票價一次，通常在3月下旬待有關數據公布才計算加減幅度，並須按有關機制調整票價（加權平均值以乘客人數作為權重來計算票價的平均數值）。
3. 票價調整會在檢討票價同一年6月實施。
4. 單程票收費調整取至最接近的5角，而八達通、車費二維碼、感應式信用卡或港鐵巴士收費調整則取至最接近的1角。
5. 個別票價的加減幅度不可超越平均加或減幅的額外5%（2009年至2022年）／8%（2023年起）（或在單程票的情況下調整至超出該上限的最接近$0.5的倍數 ）。
6. 如整體票價的調整幅度少於 1.5%，便會轉入下年度的票價檢討中一併實行。
7. 生產力因素將設定為 -0.1%，於2013年開始生效；而在2013年至2016年，生產力因素設定為 -0.6%；而在2017年至2022年，生產力因素設定為0%，另加港鐵設定的 -0.6%；而在2023年至2027年，生產力因素將視乎港鐵本地物業盈利，分別設定為-0.6%（盈利50億港幣以下）、-0.7%（盈利50億至100億港幣）及-0.8%（盈利100億港幣或以上）。
8. 於2017年的整體票價的調整幅度會以上述計算後，再減10%。
9. 整體票價調整於實施前不少於21日公佈。
10. 票價調整機制會因應政府或合併後的公司的要求，每5年檢討一次。

2007年6月立法會三讀通過兩鐵合併，同年10月經地鐵公司股東在特別大會上通過後，可加可減機制正式確立，合併後的港鐵放棄自主票價，以後訂立票價便以此機制推行，再毋須經行政會議和立法會審議。
兩鐵合併當日，港鐵按照營運協議下調票價，然後凍結票價至2009年6月30日，因此2010年是首次按照可加可減機制調整票價。
2009年3月底，根據該方程式計算出+0.7%的調整加幅，但因未逹到1.5%的調整票價上下限而未能啟動機制。2010年3月底進行票價檢討得出(連同去年累積)共+2.05%的加幅，於2010年6月13日生效。。
根據機制，港鐵票價將取決於2009年12月的綜合消費物價指數 （页面存档备份，存于）及2009年第4季的運輸業名義工資指數 （页面存档备份，存于），前者統計處已經公布，12月的綜合消費物價指數比去年同期增加3.1%，但後者則只公布了去年首三季的數字，2010年第4季數據已於2011年3月24日公布。經計算後得出+2.3%的加幅，後來
於同年4月28日因重整綜合消費物價指數，故此比去年同期增加2.9%，因而經計算修訂後得出+2.2%的加幅，於2011年6月19日生效；
而在2012年3月26日港鐵根據統計處相關兩項指數據，結果為計算後得出+5.4%的加幅，於2012年6月17日生效；
而在2013年3月26日港鐵除根據統計處相關兩項指數據外，另新增生產力因素-0.1%，結果為計算後得出+3.2%的加幅，後來於同年4月16日修訂今年至2017年的生產力因素，修訂為-0.6%，結果為計算後得出+2.7%的加幅，於2013年6月30日生效。
其後在2014年3月27日港鐵除根據統計處相關兩項指數據外，以及生產力因素-0.6%，結果為計算後得出+3.6%的加幅，於2014年6月29日生效。其後在2015年1月22日港鐵根據統計處綜合消費物價指數+3.1%，以及生產力因素-0.6%外，而運輸業名義工資指數變動已於同年3月27日公佈為+4.9%，因而計算出的票價調整為+4.3%，於2015年6月21日生效。
其後在2016年1月21日港鐵根據統計處綜合消費物價指數+2.5%，以及生產力因素-0.6%外，而運輸業名義工資指數變動已於同年3月29日公佈為+4.1%，因而計算出的票價調整為+2.7%，後來於同年4月29日因重整綜合消費物價指數，故此比去年同期增加2.4%，因而經計算修訂後得出+2.65%的加幅，於2016年6月26日生效。
2017年3月底，港鐵除根據統計處相關兩項指數據外，並將生產力因素設定為0%，以及港鐵設定的加減幅度-0.6%，計算出+1.65%的調整加幅，再計算一次性9折的調整加幅，因而計算出+1.49%的調整加幅,而未逹到1.5%的調整票價上下限而未能啟動機制。
2018年3月27日進行票價檢討得出(連同去年累積)共+3.14%的加幅，於2018年6月30日生效。2019年3月28日，港鐵除根據統計處相關兩項指數據外，以及港鐵設定的加減幅度-0.6%，計算出+3.6%的調整加幅，由於2018年家庭月入中位數按年變動為+3.3%，因而實際的調整加幅為+3.3%（餘下的+0.3%加幅則於2021年生效），於2019年6月30日生效。
2020年3月26日，港鐵除根據統計處相關兩項指數據外，以及港鐵設定的加減幅度-0.6%，計算出+2.55%的調整加幅，由於2019年家庭月入中位數按年變動為-2.48%，故此未能啟動機制（該年之+1.58%及+1.57%加幅分別於2021年及2022年生效）。
2021年3月29日，港鐵除根據統計處相關兩項指數據外，以及港鐵設定的加減幅度-0.6%，計算出-1.7%的調整減幅，是港鐵首次按此機制調減票價（2019年之+0.3%及2020年之+1.58%追加加幅延後至於2022年生效）。後來於同年5月28日因重整綜合消費物價指數，故此比去年同期下跌1%，因而經計算修訂後得出-1.85%的減幅，於2021年6月27日生效。不過由於政府補貼的「程程20%車費扣減」計劃結束，實際車費優惠將由「八折」變為「九五折」，變相「明減實加」。立法會議員形容港鐵玩「數字遊戲」。
2023年3月28日，港鐵除根據統計處相關兩項指數據外，並將生產力因素設定為-0.8%，以及早前因「負擔能力上限」未實施的票價調整幅度+2.85%，計算出+5.35%的調整加幅，由於較早前公佈的票價調整機制最新安排，本年度提供特別減免-1.2%、特別延後至下年度的調整幅度-1.65%及自願延後至下年度的調整幅度-0.2%，因而實際的調整加幅為+2.3%（餘下的+1.85%加幅則於2024年生效），於2023年6月25日生效。
2024年3月26日，港鐵除根據統計處相關兩項指數據外，並將生產力因素設定為-0.6%，以及早前因「負擔能力上限」未實施的票價調整幅度+1.65%及自願延後至下年度的調整幅度+0.2%，計算出+5.05%的調整加幅，由於2023年家庭月入中位數按年變動為+3.09%，因而實際的調整加幅為+3.09%（該年之+0.06%及+0.05%加幅分別於2025年及2026年生效，另早前因「負擔能力上限」未實施的票價調整幅度+1.65%及自願延後至下年度的調整幅度+0.2%則延後於2025年生效），於2024年6月30日生效。
2025年3月28日，港鐵除根據統計處相關兩項指數據外，以及港鐵設定的加減幅度-0.8%，計算出+1.45%的調整加幅，故此未能啟動機制（該年之+1.96%累積加幅於2026年生效）。
| 檢討時期               | 綜合消費物價指數 按年變動 | 運輸業工資指數變動 | 生產力因素 | 港鐵設定的 加減幅度         | 加減幅度 | 家庭月入中位數 按年變動 | 負擔能力折扣 （及其延後實施餘下 未涵蓋的調整幅度） | 實際加減幅度 | 票價調整實施日期   |
| ---------------------- | ------------------------- | ------------------ | ---------- | --------------------------- | -------- | ----------------------- | -------------------------------------------------- | ------------ | ------------------ |
| 2007年12月－2008年12月 | +2.1%                     | -0.7%              | 0          | 不適用                      | +0.7%    | 不適用                  | 不適用                                             | 0%           | 將納入下期檢討時期 |
| 2008年12月－2009年12月 | +1.3%                     | +1.4%              | 0          | 不適用                      | +1.35%   | 不適用                  | 不適用                                             | +2.05%       | 2010年6月13日      |
| 2009年12月－2010年12月 | +2.9%                     | +1.5%              | 0          | 不適用                      | +2.2%    | 不適用                  | 不適用                                             | +2.2%        | 2011年6月19日      |
| 2010年12月－2011年12月 | +5.7%                     | +5.1%              | 0          | 不適用                      | +5.4%    | 不適用                  | 不適用                                             | +5.4%        | 2012年6月17日      |
| 2011年12月－2012年12月 | +3.7%                     | +2.9%              | -0.6%      | 不適用                      | +2.7%    | +5.5%                   | 0                                                  | +2.7%        | 2013年6月30日      |
| 2012年12月－2013年12月 | +4.3%                     | +4.1%              | -0.6%      | 不適用                      | +3.6%    | +6.16%                  | 0                                                  | +3.6%        | 2014年6月29日      |
| 2013年12月－2014年12月 | +4.9%                     | +4.9%              | -0.6%      | 不適用                      | +4.3%    | +6.67%                  | 0                                                  | +4.3%        | 2015年6月21日      |
| 2014年12月－2015年12月 | +2.4%                     | +4.1%              | -0.6%      | 不適用                      | +2.65%   | +3.33%                  | 0                                                  | +2.65%       | 2016年6月26日      |
| 2015年12月－2016年12月 | +1.2%                     | +3.3%              | 0          | -0.6%，另加加減幅度 扣減10% | +1.49%   | +7.49%                  | 不適用                                             | 0%           | 將納入下期檢討時期 |
| 2016年12月－2017年12月 | +1.7%                     | +2.8%              | 0          | -0.6%                       | +1.65%   | +4.4%                   | 0                                                  | +3.14%       | 2018年6月30日      |
| 2017年12月－2018年12月 | +2.5%                     | +5.9%              | 0          | -0.6%                       | +3.6%    | +3.3%                   | -0.3%                                              | +3.3%        | 2019年6月30日      |
| 2018年12月－2019年12月 | +2.9%                     | +3.4%              | 0          | -0.6%                       | +2.55%   | -2.48%                  | -2.55%                                             | 0%           | 將納入下期檢討時期 |
| 2019年12月－2020年12月 | -1.0%                     | -1.5%              | 0          | -0.6%                       | -1.85%   | -7.19%                  | 0%                                                 | -1.85%       | 2021年6月27日      |
| 2020年12月－2021年12月 | +2.4%                     | -0.2%              | 0          | -0.6%                       | +0.5%    | +7.78%                  | 不適用                                             | 0%           | 將納入下期檢討時期 |
| 2021年12月－2022年12月 | +2.0%                     | +3.6%              | -0.8%      | -0.2%                       | +1.8%    | +2.84%                  | 0%                                                 | +2.3%        | 2023年6月25日      |
| 2022年12月－2023年12月 | +2.4%                     | +5.2%              | -0.6%      | 0%                          | +3.2%    | +3.09%                  | -0.11%                                             | +3.09%       | 2024年6月30日      |
| 2023年12月－2024年12月 | +1.4%                     | +3.1%              | -0.8%      | 0%                          | +1.45%   | -1.33%                  | 0%                                                 | 0%           | 將納入下期檢討時期 |

## 公屋租金
《2007年房屋（修訂）條例》引入以住戶收入為基礎的新租金調整機制，按公屋租戶收入的變動而上調或下調公屋租金，修訂條例於2007年6月獲立法會通過，支持的大多為民建聯地區地區直選和自由黨功能組別議員，並於2008年1月1日起實施。在審議條例草案期間，法案委員會曾詳細討論新租金調整機制的運作以及收入指數的計算方法。
在此新機制下，香港房屋委員會（房委會）須每兩年進行公屋租金檢討，並須就收入指數的變動調整租金。房委會只有在整體公屋租戶家庭收入增加的情況下，才可調高公屋租金，上調的上限為+10%。相反，如整體居民收入下降，房委會亦必須減租。
住戶收入的數據是根據房委會的入息抽樣統計調查蒐集所得。房委會會每月在全港公屋中抽選2 000個租戶進行入息調查。被選的租戶會收到有關通知書和入息申報表，以申報他們的收入，從而推算公屋租戶收入。有關入息申報表是根據房屋條例（第283章）第25（1）條發出，屬強制性申報，被抽樣選出的租戶必須遵照有關條例的規定，如實申報所需資料。其後於2023年10月1日起，為加打擊濫用公屋，房委會會每季在全港公屋中挑選一部分住戶進行入息調查申報，之後每兩年再次申報。
第一次按此機制作租金調整，平均加幅為+4.68%，已於2010年9月1日起生效；而第二至第五次按此機制作租金調整，每次平均加幅為+10%，分別於2012年、2014年、2016年及2018年9月1日起生效；而第六次按此機制作租金調整，平均加幅為+9.66%，已於2020年9月1日起生效；而第七次按此機制作租金調整，平均加幅為+1.17%，已於2022年10月1日起生效。而第八次按此機制作租金調整，平均加幅為+10%，已於2024年10月1日起生效。
| 檢討時期              | 公屋收入指數 按年變動 | 實際加減幅度 | 租金調整實施日期 |
| --------------------- | --------------------- | ------------ | ---------------- |
| 2008年1月－2009年12月 | +4.68%                | +4.68%       | 2010年9月1日     |
| 2010年1月－2011年12月 | +16.24%               | +10%         | 2012年9月1日     |
| 2012年1月－2013年12月 | +19.27%               | +10%         | 2014年9月1日     |
| 2014年1月－2015年12月 | +16.11%               | +10%         | 2016年9月1日     |
| 2016年1月－2017年12月 | +11.59%               | +10%         | 2018年9月1日     |
| 2018年1月－2019年12月 | +9.66%                | +9.66%       | 2020年9月1日     |
| 2020年1月－2021年12月 | +1.17%                | +1.17%       | 2022年10月1日    |
| 2022年1月－2023年12月 | +10.73%               | +10%         | 2024年10月1日    |

## 失誤
在2009年4月15日，運輸及房屋局表示，由於政府統計處在人手運算時發生失誤，導致要重新計算最該季度的方程式。修訂後的方程式結果是-1.26%，並未達致啟動檢討巴士票價機制的-2%，因而未能啟動巴士票價可加可減機制。

## 外部連結
- 可加可減」認受性存疑[永久]，《香港商報》，2009年4月8日
- 交通事務委員會(文件) （页面存档备份，存于）
- 香港 1997 ~ 2007（特區十年史）- 2.4　為減價角力 （页面存档备份，存于）
- 立法會：公務員事務局局長恢復二讀辯論《公職人員薪酬調整條例草案》發言全文 （页面存档备份，存于）
- 香港立法會《2007年房屋(修訂)條例草案》委員會 （页面存档备份，存于）
- 分析《2007年房屋(修訂)條例草案》通過的後果, 含有表決記錄 （页面存档备份，存于）